# Randee Hermus
Randee Hermus (* 14. November 1979 in Surrey (British Columbia)) ist eine ehemalige kanadische Fußballnationalspielerin.

## Werdegang

### Vereine
Hermus spielte zwischen 2001 und 2009 mehrfach für die Frauenmannschaft der Vancouver Whitecaps (2001 bis 2002 als Vancouver Breakers) in der W-League. So kehrte sie etwa nach einem einjährigen Gastspiel beim norwegischen Erstligisten IF Fløya im Jahr 2003 zu den Whitecaps zurück und gewann mit diesen die W-League-Meisterschaften 2004 und 2006. Nach der Saison 2009 beendete Hermus ihre fußballerische Karriere.

### Nationalmannschaft
Mit 19 Jahren nahm sie an den Panamerikanischen Spielen 1999 teil, bei denen Kanada den vierten Platz belegte.  Mit 20 machte sie beim Algarve-Cup am 12. März 2000 gegen China ihr erstes Länderspiel für die A-Nationalmannschaft. Sie wurde in den vier Spielen jeweils über 90 Minuten eingesetzt und wurde mit ihrer Mannschaft am Ende Fünfte. Bei den beiden nächsten Spielen im U.S. Cup im Mai kam sie dann aber nicht zum Einsatz. Beim unmittelbar darauf folgenden Women Pacific Cup in Australien wurde sie in den ersten beiden Spielen eingewechselt und stand dann dreimal in der Startelf, wobei sie einmal ausgewechselt wurde. Bei der 1:9-Niederlage gegen die USA im zweiten Spiel, einer der drei höchsten Niederlagen Kanadas wurde sie erst beim Stand von 0:7 eingewechselt. Die Kanadierinnen schlossen das Turnier aber noch als Dritte ab. Beim darauf folgenden CONCACAF Women’s Gold Cup 2000 wurde sie in zwei Gruppenspielen in der ersten Halbzeit und dem Spiel um Platz 3 in der zweiten Halbzeit eingewechselt, das die Kanadierinnen mit 1:2 gegen China verloren. In den nächsten 12 Spielen kam sie zu sechs Einsätzen. Nach zwei Kurzeinsätzen bei Freundschaftsspielen gegen die USA Ende Juni/Anfang Juli 2001, nach denen es bis zum Algarve-Cup 2002 keine weiteren Spiele gab, wurde sie bei diesem dann in allen Spielen in der Startelf eingesetzt und erzielte beim 7:1 gegen Portugal im dritten Gruppenspiel am 5. März ihr erstes Länderspieltor. Auch beim anschließenden Turnier in Frankreich spielte sie dreimal über die volle Distanz.
2002 gewann sie beim CONCACAF Women’s Gold Cup Silber, wobei die Kanadierinnen im Endspiel gegen die USA verloren. Damit qualifizierten sich die Kanadierinnen für die Weltmeisterschaft 2003, bei der sie auch zum Kader gehörte, aufgrund einer Verletzung aber nicht eingesetzt werden konnte.
Im März 2004 nahm sie am Olympia-Qualifikations-Turnier teil, scheiterte aber im Halbfinale überraschend an Mexiko.
Beim CONCACAF Women’s Gold Cup 2006 konnte sie sich mit Kanada zwar für die WM 2007 qualifizieren, es reichte aber wieder nur zu Silber, denn in einem hochdramatischen Finale verloren sie erst in der 120. Minute durch einen umstrittenen Foulelfmeter. Dabei hatte sie nach dem frühen Führungstor der US-Girls in der Nachspielzeit der ersten Halbzeit den Ausgleich für ihre Mannschaft erzielt.
Bei den Panamerikanischen Spielen 2007 kam Bronze hinzu. Bei der WM 2007 kam sie in drei Spielen zum Einsatz, schied aber mit ihrer Mannschaft nach der Gruppenphase aus. Da sie 2003 aufgrund ihrer Verletzung nicht eingesetzt werden konnte, hält sie einen ungewöhnlichen Rekord: mit 91 Länderspielen vor ihrem ersten WM-Spiel, hat sie die meisten Länderspiele aller Kanadierinnen vor dem ersten WM-Einsatz bestritten.
Nachdem sie zwischen April 2005 und dem Zypern-Cup 2008, den die Kanadierinnen gegen die U-20-Mannschaft der USA gewannen, 46 Spiele in Folge bestritten und damit einen neuen Landesrekord aufgestellt hatte, machte sie am 14. März 2008 beim torlosen Remis im Freundschaftsspiel gegen Frankreich ihr 100. Länderspiel. Beim kurz danach stattgefundenen Olympia-Qualifikations-Turnier konnten sie sich dann an den Mexikanerinnen revanchieren und sich für Peking qualifizieren. Dort kam sie im zweiten Gruppenspiel beim 1:1 gegen Gastgeber China zu ihrem einzigen Spiel bei Olympischen Spielen und dies war dann auch ihr letztes Länderspiel.

## Erfolge
- CONCACAF Women’s Gold Cup 2002 und 2006 Silbermedaille
- W-League-Meister 2004 und 2006 (Vancouver Whitecaps)
- Zypern-Cup-Sieger 2008
- Aufnahme in die Canada Soccer Hall of Fame 2019